# Tour Down Under 2017
19. ročník etapového cyklistického závodu Tour Down Under se konal mezi 17. a 22. lednem 2017 v Adelaide a okolí v Austrálii. Celkovým vítězem se stal Australan Richie Porte z týmu BMC Racing Team. Na druhém a třetím místě se umístili Kolumbijec Esteban Chaves (Orica–Scott) a Australan Jay McCarthy (Bora–Hansgrohe). Závod byl součástí UCI World Tour 2017 na úrovni 2.UWT a byl prvním závodem tohoto seriálu.

## Týmy
Závodu se zúčastnilo všech 18 UCI WorldTeamů a australský národní tým, jenž přijel na divokou kartu. Všechny týmy přijely se sedmi jezdci, celkem se tak na start postavilo 133 závodníků. Do cíle v Adelaide dojelo 131 z nich.
UCI WorldTeamy
- AG2R La Mondiale
- Astana
- Bahrain–Merida
- BMC Racing Team
- Bora–Hansgrohe
- Cannondale–Drapac
- FDJ
- Lotto–Soudal
- LottoNL–Jumbo
- Movistar Team
- Orica–Scott
- Quick-Step Floors
- Team Dimension Data
- Team Katusha–Alpecin
- Team Sky
- Team Sunweb
- Trek–Segafredo
- UAE Abu Dhabi

Národní týmy
- UniSA–Australia

## Trasa a etapy
| Etapa         | Datum         | Trasa                        | Vzdálenost    | Typ    | Typ                 | Vítěz              |
| ------------- | ------------- | ---------------------------- | ------------- | ------ | ------------------- | ------------------ |
| 1             | 17. ledna     | Unley – Lyndoch              | 118,5 km      |        | Zvlněná etapa       | Caleb Ewan (AUS)   |
| 2             | 18. ledna     | Stirling – Paracombe         | 148,5 km      |        | Středně těžká etapa | Richie Porte (AUS) |
| 3             | 19. ledna     | Glenelg – Victor Harbor      | 144 km        |        | Zvlněná etapa       | Caleb Ewan (AUS)   |
| 4             | 20. ledna     | Norwood – Campbelltown       | 149,5 km      |        | Středně těžká etapa | Caleb Ewan (AUS)   |
| 5             | 21. ledna     | McLaren Vale – Willunga Hill | 151,5 km      |        | Středně těžká etapa | Richie Porte (AUS) |
| 6             | 22. ledna     | Adelaide                     | 90 km         |        | Rovinatá etapa      | Caleb Ewan (AUS)   |
| Celková délka | Celková délka | Celková délka                | Celková délka | 802 km | 802 km              | 802 km             |

## Průběžné pořadí
| Etapa          | Vítěz          | Celkové pořadí | Vrchařská soutěž  | Sprinterská soutěž | Soutěž mladých jezdců | Soutěž týmů     | Cena bojovnosti            |
| -------------- | -------------- | -------------- | ----------------- | ------------------ | --------------------- | --------------- | -------------------------- |
| 1              | Caleb Ewan     | Caleb Ewan     | Laurens De Vreese | Caleb Ewan         | Caleb Ewan            | Bora–Hansgrohe  | Laurens De Vreese          |
| 2              | Richie Porte   | Richie Porte   | Richie Porte      | Richie Porte       | Ruben Guerreiro       | UniSA–Australia | Jasha Sütterlin            |
| 3              | Caleb Ewan     | Richie Porte   | Richie Porte      | Caleb Ewan         | Ruben Guerreiro       | UniSA–Australia | Vegard Stake Laengen       |
| 4              | Caleb Ewan     | Richie Porte   | Richie Porte      | Caleb Ewan         | Ruben Guerreiro       | UniSA–Australia | Jack Bauer a Cameron Meyer |
| 5              | Richie Porte   | Richie Porte   | Richie Porte      | Caleb Ewan         | Jhonatan Restrepo     | UniSA–Australia | Jack Bauer                 |
| 6              | Caleb Ewan     | Richie Porte   | Thomas De Gendt   | Caleb Ewan         | Jhonatan Restrepo     | UniSA–Australia | Jack Bauer                 |
| Konečné pořadí | Konečné pořadí | Richie Porte   | Thomas De Gendt   | Caleb Ewan         | Jhonatan Restrepo     | UniSA–Australia | neuděleno                  |

## Konečné pořadí
| Legenda | Legenda                            | Legenda | Legenda                               |
| ------- | ---------------------------------- | ------- | ------------------------------------- |
|         | Označuje lídra celkového pořadí    |         | Označuje lídra soutěže mladých jezdců |
|         | Označuje lídra sprinterské soutěže |         | Označuje lídra vrchařské soutěže      |

### Celkové pořadí
| Pořadí | Jezdec                  | Tým                  | Čas         |
| ------ | ----------------------- | -------------------- | ----------- |
| 1      | Richie Porte (AUS)      | BMC Racing Team      | 19h 55' 49" |
| 2      | Esteban Chaves (COL)    | Orica–Scott          | + 48"       |
| 3      | Jay McCarthy (AUS)      | Bora–Hansgrohe       | + 51"       |
| 4      | Nathan Haas (AUS)       | Team Dimension Data  | + 51"       |
| 5      | Diego Ulissi (ITA)      | UAE Abu Dhabi        | + 59"       |
| 6      | Rohan Dennis (AUS)      | BMC Racing Team      | + 1' 02"    |
| 7      | Rafael Valls (ESP)      | Lotto–Soudal         | + 1' 02"    |
| 8      | Robert Gesink (NED)     | LottoNL–Jumbo        | + 1' 02"    |
| 9      | Wilco Kelderman (NED)   | Team Sunweb          | + 1' 02"    |
| 10     | Jhonatan Restrepo (COL) | Team Katusha–Alpecin | + 1' 04"    |

### Sprinterská soutěž
| Pořadí | Jezdec                    | Tým                  | Čas |
| ------ | ------------------------- | -------------------- | --- |
| 1      | Caleb Ewan (AUS)          | Orica–Scott          | 63  |
| 2      | Danny van Poppel (NED)    | Team Sky             | 51  |
| 3      | Nathan Haas (AUS)         | Team Dimension Data  | 46  |
| 4      | Peter Sagan (SVK)         | Bora–Hansgrohe       | 44  |
| 5      | Jay McCarthy (AUS)        | Bora–Hansgrohe       | 39  |
| 6      | Richie Porte (AUS)        | BMC Racing Team      | 39  |
| 7      | Sean De Bie (BEL)         | Lotto–Soudal         | 28  |
| 8      | Esteban Chaves (COL)      | Orica–Scott          | 26  |
| 9      | Baptiste Planckaert (BEL) | Team Katusha–Alpecin | 25  |
| 10     | Marko Kump (SLO)          | UAE Abu Dhabi        | 25  |

### Vrchařská soutěž
| Pořadí | Jezdec                  | Tým                 | Body |
| ------ | ----------------------- | ------------------- | ---- |
| 1      | Thomas De Gendt (BEL)   | Lotto–Soudal        | 35   |
| 2      | Richie Porte (AUS)      | BMC Racing Team     | 32   |
| 3      | Esteban Chaves (COL)    | Orica–Scott         | 22   |
| 4      | Jack Bauer (AUS)        | Quick-Step Floors   | 19   |
| 5      | Jérémy Maison (FRA)     | FDJ                 | 14   |
| 6      | Nathan Haas (AUS)       | Team Dimension Data | 12   |
| 7      | Ondřej Cink (CZE)       | Bahrain–Merida      | 10   |
| 8      | Laurens De Vreese (BEL) | Astana              | 10   |
| 9      | Gorka Izagirre (ESP)    | Bahrain–Merida      | 8    |
| 10     | Diego Ulissi (ITA)      | UAE Abu Dhabi       | 6    |

### Soutěž mladých jezdců
| Pořadí | Jezdec                     | Tým                  | Čas         |
| ------ | -------------------------- | -------------------- | ----------- |
| 1      | Jhonatan Restrepo (COL)    | Team Katusha–Alpecin | 19h 56' 53" |
| 2      | Michael Storer (AUS)       | UniSA–Australia      | + 14"       |
| 3      | Ruben Guerreiro (POR)      | Trek–Segafredo       | + 21"       |
| 4      | Odd Christian Eiking (NOR) | FDJ                  | + 25"       |
| 5      | Lucas Hamilton (AUS)       | UniSA–Australia      | + 1' 00"    |
| 6      | Jai Hindley (AUS)          | UniSA–Australia      | + 1' 04"    |
| 7      | Enric Mas (ESP)            | Quick-Step Floors    | + 1' 08"    |
| 8      | Ben O'Connor (AUS)         | Team Dimension Data  | + 1' 43"    |
| 9      | Alexey Vermeulen (USA)     | LottoNL–Jumbo        | + 4' 30"    |
| 10     | Marc Soler (ESP)           | Movistar Team        | + 5' 13"    |

### Soutěž týmů
| Pořadí | Tým                  | Čas         |
| ------ | -------------------- | ----------- |
| 1      | UniSA–Australia      | 59h 51' 47" |
| 2      | Movistar Team        | + 1' 19"    |
| 3      | Trek–Segafredo       | + 1' 20"    |
| 4      | Team Katusha–Alpecin | + 1' 43"    |
| 5      | BMC Racing Team      | + 1' 50"    |
| 6      | Quick-Step Floors    | + 2' 32"    |
| 7      | Team Dimension Data  | + 2' 53"    |
| 8      | AG2R La Mondiale     | + 2' 54"    |
| 9      | Bahrain–Merida       | + 3' 13"    |
| 10     | Cannondale–Drapac    | + 3' 42"    |